# مبيد الفيلاريات العيانية
الماكروفيلاريسايد : هو مركب كيميائي نشط ضد الديدان الاسطوانية، الخيطيات ) . تعتبر العديد من الديدان الاسطوانية، طفيليات مهمة من الناحية الاقتصادية للانسان والحيوان.